# Municipio de San Pedro Tidaá
El municipio de San Pedro Tidaá es un municipio que pertenece al distrito de Asunción Nochixtlán del estado de Oaxaca, México. Pertenece a la Mixteca Alta. Colinda con las poblaciones de Magdalena Yodocono, San Francisco Nuxaño, San Juan Diuxi, Santiago Tilantongo y San Miguel Achiutla. Los habitantes de este municipio hablan mixteco. Su cabecera es la localidad de San Pedro Tidaá.
Las festividades más representativas de este municipio son la Semana Santa, el día de carnaval, la fiesta de su patrono San Pedro y la más relevante: la fiesta de la Ascensión del Señor el día 6 de agosto. Esta última coincide con las vacaciones escolares, y debido a esto llegan al lugar los radicados en los diferentes estados de México y hasta del vecino país del norte.
La palabra Tidaá significa pájaro en el dialecto mixteco. Anteriormente, según cuentan los tíos (palabra usada con respeto para dirigirse a los mayores), durante la conquista de los aztecas quienes hablaban náhuatl nombraron al lugar San Pedro Tototitlán (que significa lugar de los pájaros).
Entre los personajes más destacados de su historia figura el Sr. Tomás Jiménez, quién, de acuerdo con los dichos locales, fue el fundador de la población.

## Localidades
El municipio tan sólo cuenta con tres poblaciones incluida la cabecera municipal, las mismas son:
- San Pedro Tidaá
- Yucudatuú
- Yucutixia